# Ithace d'Ossonoba
Ithace d'Ossonoba était évêque d'Ossonoba (diocèse correspondant géographiquement à l'actuel diocèse de Faro au Portugal).
En octobre 380, Ithace fait condamner la doctrine ascétique de l'évêque Priscillien d'Avila au synode des évêques espagnols et aquitains à Caesaraugusta (aujourd'hui Saragosse en Espagne).
En Gaule, il acquit la faveur de l'empereur Gratien. Après l'assassinat de ce dernier et l'avènement de Maxime en 383, Ithace s'enfuit à Trèves. À la suite de son récit de la situation, un autre synode se tint à Bordeaux en 384.
Ithace acquit une importance particulière lors du synode de Trèves en 385 grâce à son rôle dans le procès de Priscillien, qu'il accusa de débauche sexuelle et de sorcellerie. Ce dernier grief étant considéré comme un crime capital, cela revenait à demander la mort de Priscillien et de ses partisans. Le mode de vie strictement ascétique de ceux-ci est plus susceptible d'avoir motivé l'évêque plutôt décadent Ithace que les accusations citées. Le nombre d'adeptes de Priscillien se répandit rapidement en Espagne et aussi jusqu'en Aquitaine, si bien que les évêques espagnols ainsi que le riche épiscopat gaulois furent contraints d'intervenir.
Les efforts d'Ithace pour persuader le nouvel empereur romain d'Occident, Maxime, ont conduit à l'exécution de Priscillien et de plusieurs de ses partisans, contre l'avis de Martin de Tours et d'Ambroise de Milan.
À la suite de ses actions, Ithace fut excommunié quelques années plus tard et dut s'exiler.

## Littérature
- Henry Chadwick : Priscillien d'Avila. L'occulte et le charismatique dans l'Église primitive. Clarendon, Oxford 1997.